# Et la joie de vivre reviendra
Pour plus de détails, voir Fiche technique et Distribution.
Et la joie de vivre reviendra (Es wird alles wieder gut) est un film allemand réalisé par Géza von Bolváry sorti en 1957.

## Synopsis
La demi-orpheline Beate Horstmann est sur le point d'obtenir son diplôme d'études secondaires, mais elle risque d'échouer en raison de performances insuffisantes en mathématiques et en latin. Elle amène son père, l'ancien capitaine Friedrich Horstmann, à la demande de son professeur Höger, à l'école pour une réunion. Mais son père est tué dans un accident. Beate est profondément choquée. À l'hôpital, elle rencontre un patient, Karl Egger, qui la réconforte. Deux semaines plus tard, Beate passe l'abitur, car le gouverneur Milbe, qui a appris son destin, l'annonce secrètement à l'examen.
Beate ne trouve pas de travail et apprend dans un cours la sténographie et la machine à écrire. Un jour, elle voit à la télévision Karl Egger qui est animateur. Beate lui rend visite et lui demande s'il a du travail pour elle. En fait, quelque temps plus tard, il l'appelle et elle obtient un emploi en tant que secrétaire de la tête du directeur du divertissement à la télévision, Johann Krapp. Après quelques semaines, il invite Beate, qui est aussi célibataire, au théâtre, mais décline parce qu'elle a déjà quelque chose de planifié. Les deux se rencontrent le soir dans le café, dans l'immeuble de l'appartement de Beate. Ils dansent ensemble, Beate est heureuse. Parce qu'elle veut acheter une robe très chère, mais belle, elle prend régulièrement des trains plus tardifs. Un jour elle reçoit un message urgent qu'elle doit donner au présentateur des informations Karl Egger. Elle ne sait pas qu'il s'agit de l'annonce que la femme d'Egger, une chanteuse bien connue, est morte dans un accident. Egger est incapable de lire le message devant la caméra et quitte le studio. Beate se montre spontanément, explique la réaction émotionnelle d'Egger et trouve des mots réconfortants et constructifs. Peu de temps après, elle quitte le studio et est sûre d'être licenciée le lendemain matin. Dans l'ascenseur de son appartement, elle rencontre Peter Link, le directeur artistique du spectacle de variétés, qui voyage beaucoup dans le monde. Il la console et tous les deux passent la soirée ensemble dans une atmosphère amicale dans l'appartement de Peter, qui est à un étage en dessous de Beate.
Le lendemain matin, Beate est convoquée par le directeur de la télévision, qui lui offre un travail bien payé en tant que speakerine. Après l'apparition des Beate, les téléphones sonnent et la chaîne est couverte de nombreux messages de fans. Alors que tout va au niveau professionnel, son cœur est tiré entre deux hommes : Peter et Johann. Quand elle croit que Peter attend un enfant de l'artiste Lucilla, elle se détourne de lui et met toute son énergie dans son travail. Devant la caméra, elle est de plus en plus détendue, même si Johann doit l'avertir de ne pas être insoucieuse. Elle repousse bientôt Peter et demanda même à Johann de présenter le reportage sur le mariage de Lucilla. Elle croit qu'elle marie avec Peter. Cependant, elle ne peut pas rendre l'amour de Johann, parce qu'elle croit qu'il semble qu'elle le choisira seulement parce que Peter l'a quittée. Pendant le reportage, Beate découvre que Lucilla n'épouse pas Peter, mais un autre artiste. Elle parle à Peter. Néanmoins Beate réalise que Peter n'est pas le bon pour elle et se décide à la fin pour Johann.

## Fiche technique
- Titre français : Et la joie de vivre reviendra[1]
- Titre original : Es wird alles wieder gut
- Réalisation : Géza von Bolváry assisté de Fred Westhoff
- Scénario : Manfred Barthel, Robert A. Stemmle
- Musique : Michael Jary
- Direction artistique : F.-Dieter Bartels (de), Helmut Nentwig
- Costumes : Walter Salemann
- Photographie : Willi Sohm
- Son : Werner Schlagge
- Montage : Helga Kaminski
- Production : Kurt Ulrich
- Sociétés de production : Kurt Ulrich Filmproduktion
- Société de distribution : Deutsche Film Hansa
- Pays de production :  Allemagne de l'Ouest
- Langue : allemand
- Format : Couleur - 1,37:1 - Mono - 35 mm
- Genre : Film romantique
- Durée : 100 minutes
- Dates de sortie :
  - Allemagne de l'Ouest : 24 octobre 1957.
  - France : 10 août 1958[1].

## Distribution
- Johanna Matz : Beate Horstmann
- Claus Biederstaedt : Peter Link
- Bernhard Wicki : Johann Krapp
- Paul Hartmann: Friedrich Horstmann
- Trude Hesterberg : Tante Flora
- Peter Mosbacher : Karl Egger
- Nadja Regin : Lucilla Coletti
- Franz Schafheitlin : Dr. Berger
- Rudolf Platte : Franz Pieper
- Ingrid Pan (de) : Lieselotte Bachstein
- Hans Leibelt : Milbe
- Edith Schollwer (de) : Anna Rohr
- Stanislav Ledinek: Camillo Coletti
- Ilse Bally (de) : Dr. Höger